# Ágios Geórgios (ort i Grekland, Epirus, Thesprotia, lat 39,53, long 20,35)
Ágios Geórgios är en ort i Grekland.   Den ligger i prefekturen Thesprotia och regionen Epirus, i den västra delen av landet, 300 km nordväst om huvudstaden Aten. Ágios Geórgios ligger 87 meter över havet och antalet invånare är 162.
Terrängen runt Ágios Geórgios är kuperad. Runt Ágios Geórgios är det ganska glesbefolkat, med 45 invånare per kvadratkilometer. Närmaste större samhälle är Igoumenitsa, 7,5 km väster om Ágios Geórgios. 